# Taishō-ku
Taishō-ku (大正区?) è uno dei 24 quartieri di Ōsaka, in Giappone.